# Brooks Dodge
Joseph Brooks Dodge Jr. (* 30. Dezember 1929 in Conway, New Hampshire; † 17. Januar 2018 in Jackson, New Hampshire) war ein US-amerikanischer Skirennläufer.

## Karriere
Dodge gehörte in den 1950er Jahren zu den besten US-amerikanischen Skirennläufern. So erregte er bereits im Alter von 17 Jahren Aufsehen, als er die Eastern Downhilll gewann. 1950 bestritt er sein erstes internationales Großereignis, die Weltmeisterschaften in Aspen, wobei er jedoch nicht über einen 39. Platz im Riesenslalom hinaus kam. Zwei Jahre später bei den Olympischen Winterspielen von Oslo konnte sich Dodge um einiges steigern, er erreichte als beste Platzierung Rang 6 im Riesenslalom.
1954 verpasste er als Vierter der Alpinen Kombination bei den Weltmeisterschaften in Åre nur knapp eine Medaille, auf den drittplatzierten Schweden Stig Sollander fehlten ihm nur 1,95 Punkte. Auch bei den nachfolgenden Olympischen Winterspielen verpasste Dodge nur knapp eine Medaille. Nach dem ersten Durchgang des Slaloms war er noch hinter dem Österreicher Toni Sailer und dem Franzosen Adrien Duvillard auf dem Bronzerang gelegen, bevor er im zweiten Durchgang vom Japaner Chiharu Igaya und Stig Sollander überholt wurde. Auf Bronze fehlten ihm am Ende 1,6 Sekunden.

## Privates
Nach dem Ende seiner aktiven Karriere studierte Doge am Dartmouth College, bevor er 1957 an der Harvard University seinen Masterabschluss machte. In den 1960er Jahren wurde er zu einem der Pioniere des Heliskiings. 1978 wurde er bei einem Gleitschirmunfall schwer verletzt.

## Erfolge

### Olympische Winterspiele
- Oslo 1952: 6. Riesenslalom, 9. Slalom, 32. Abfahrt
- Cortina d’Ampezzo 1956: 4. Slalom, 15. Riesenslalom

### Weltmeisterschaften
- Aspen 1950: 39. Riesenslalom, 57. Slalom[3]
- Oslo 1952: 6. Riesenslalom, 9. Slalom, 32. Abfahrt
- Åre 1954: 4. Alpine Kombination[4], 9. Slalom[5], 11. Abfahrt[6], 12. Riesenslalom[7]
- Cortina d’Ampezzo 1956: 4. Slalom, 15. Riesenslalom